# Деринг, Александр Фёдорович
Александр Фёдорович Деринг (род. 26 ноября 1957, Томск) — российский архитектор.

## Биография
Александр Деринг родился 26 ноября 1957 года в Томске. В 1972—1975 годах учился в томской средней школе № 18. В 1980 году после окончания Новосибирского инженерно-строительного института он приезжает по распределению в Барнаул.
С 1992 года Александр Деринг руководит собственной архитектурной мастерской «Классика». За это время было выполнено более пятисот авторских проектов, среди них — восстановленная Никольская церковь, храм Александра Невского, торговые комплексы «Европа», «Омега», «Поместье», «Пассаж», «Орион», бизнес-центр «Идеал», «Квадро-интерьер», реконструированные «Родина» и т. д.
Входил в состав Градостроительного совета при администрации Барнаула. Является инициатором сохранения и воссоздания комплекса сооружений Барнаульского сереброплавильного завода как памятника истории и архитектуры.

## Основные постройки и проекты
- Никольская церковь (Барнаул)
- Храм Александра Невского (Барнаул)
- Часовня во имя святого благоверного князя Владимира (Барнаул)
- Спасо-Преображенский собор (Абакан)
- Торговый центр «Пассаж» (Барнаул)
- Торговый центр «Идеал»